# Bruno Cathala

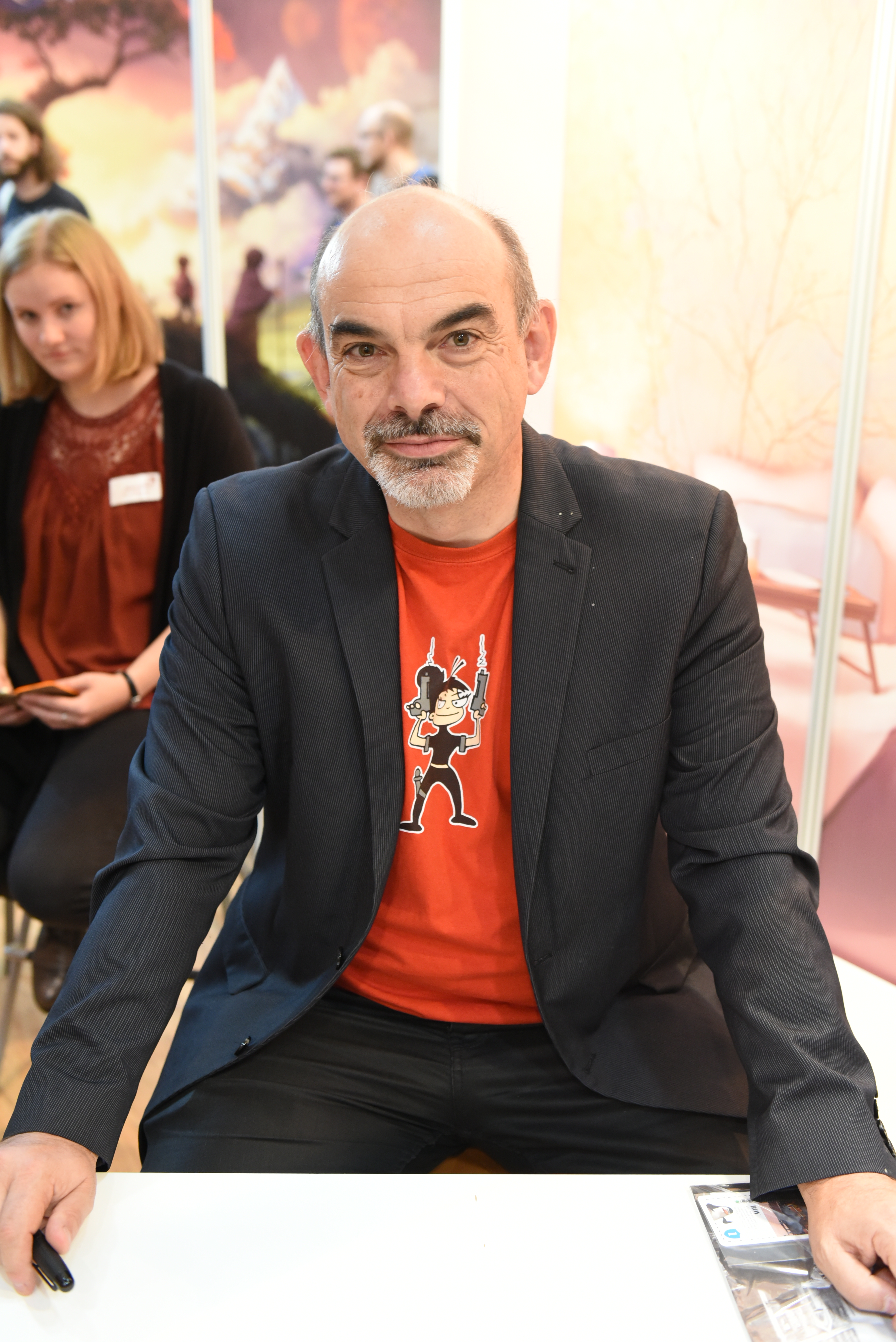
Bruno Cathala 2017 in Essen.

Bruno Cathala (* 1963) ist ein französischer Spieleautor.
Mit der Entwicklung von Spielen begann Cathala Anfang der 2000er. In einem Interview mit The Dice Tower erklärte der Spieleautor, dass Glück für den Beginn seiner Karriere eine große Rolle gespielt habe: Bereits sein erster Spieleentwurf, das Kartenspiel Lawless!, wurde 2002 vom Spieleverlag Eurogames / Descartes veröffentlicht (in Deutschland 2003 unter dem Titel Das war der Wilde Westen erschienen). Der Verlag bekundete auch gleich Interesse an weiteren Spielen und Cathala entwickelte daraufhin innerhalb weniger Monate die Spiele War & Sheep, Drake & Drake und Tony & Tino, die allesamt ebenfalls bei Eurogames / Descartes erschienen sind.
Cathalas Ludografie umfasst mittlerweile mehr als 30 Titel, die meisten Spiele entstanden dabei in Kooperation mit anderen Spieleautoren: Bruno Faidutti (u. a. Boomtown), Serge Laget (u. a. Schatten über Camelot), Ludovic Maublanc (u. a. Mr. Jack, Dice Town) sowie Sébastien Pauchon und Malcolm Braff (u. a. Jamaica, Animalia).
Fünfmal standen Spiele des Autors bisher auf der Empfehlungsliste zum Spiel des Jahres, viele waren für weitere Auszeichnungen nominiert. Insbesondere das in Zusammenarbeit mit Serge Laget entwickelte Schatten über Camelot (2005, Days of Wonder) erntete viel Anerkennung seitens der Kritiker. Unter anderem wurde es 2005 mit dem österreichischen Spielepreis Spiel der Spiele in der Kategorie „Spiele Hit für Experten“ ausgezeichnet und erhielt 2006 den „Sonderpreis Fantastisches Spiel“ des Kritikerpreises Spiel des Jahres.
Sein bisher größter Erfolg war das 2017 als Spiel des Jahres ausgezeichnete Kingdomino (Pegasus Spiele).
Seit 1986 lebt Cathala in Saint-Pierre-en-Faucigny im Département Haute-Savoie im Osten Frankreichs.

## Ludografie (Auswahl)
- 2002: Lawless! (Eurogames / Descartes, in Deutschland 2003 unter dem Titel Das war der Wilde Westen erschienen)
- 2002: War & Sheep (Eurogames / Descartes)
- 2002: Drake & Drake (Eurogames / Descartes)
- 2002: Tony & Tino (Eurogames / Descartes)
- 2003: Das Halsband der Königin (Days of Wonder), mit Bruno Faidutti
- 2004: Boomtown (Face to Face Game), mit Bruno Faidutti
- 2004: Iglu Iglu (Goldsieber), mit Bruno Faidutti
- 2005: Schatten über Camelot (Days of Wonder), mit Serge Laget
- 2006: Mr. Jack (Hurrican Games), mit Ludovic Maublanc
- 2006: Kleopatra und die Baumeister (Days of Wonder), mit Ludovic Maublanc
- 2006: Animalia (GameWorks), mit Sébastien Pauchon und Malcolm Braff
- 2007: Jamaica (GameWorks), mit Sébastien Pauchon und Malcolm Braff
- 2007: Flinke Feger (Pro Ludo), mit Serge Laget
- 2008: Mow (Hurrican Games)
- 2009: Dice Town (Matagot), mit Ludovic Maublanc
- 2009: Mr. Jack in New York (Hurrican Games), mit Ludovic Maublanc
- 2009: Cyclades (Asmodee), mit Ludovic Maublanc
- 2010: Sobek (Asmodee/GameWorks)
- 2010: Mr. Jack Pocket (Hurrican Games), mit Ludovic Maublanc
- 2011: Mundus Novus (Asmodee), mit Serge Laget
- 2011: Dice Town: Wild West, Erweiterung, (Matagot), mit Ludovic Maublanc
- 2012: Shadows over Camelot – Das Kartenspiel (Days of Wonder), mit Serge Laget
- 2012: Noah (Asmodee), mit Ludovic Maublanc
- 2012:  Okiya (Blue Orange, Pegasus)
- 2013: Der kleine Prinz – Mein Zuhause ist zu klein (Ludonaute), mit Antoine Bauza
- 2014: Five Tribes – Die Dschinn von Naqala (Days of Wonder)
- 2015: 7 Wonders Duel (Repos Production, Asmodee) mit Antoine Bauza
- 2015: Raptor (Matagot, Pegasus) mit Bruno Faidutti
- 2016: Kingdomino (Le Grand Massif, Pegasus)
- 2016: Kanagawa (Iello) mit Charles Chevallier
- 2017: Dice Town: Cowboys, Erweiterung, (Matagot), mit Ludovic Maublanc
- 2017: Yamataï (Days of Wonder, Asmodee)
- 2017: Queendomino (Le Grand Massif, Pegasus)
- 2018: Dice Town: A Fistful of Cards, Erweiterung, (Matagot), mit Ludovic Maublanc
- 2018: Micropolis (Pegasus)
- 2018: Loser
- 2018: Krobs
- 2018: Kiwara
- 2018: Jurassic Snack (The Flying Games)
- 2018: Imaginarium (Bombyx), mit Florian Sirieix
- 2019: Nagaraja (Hurrican), mit Théo Rivière
- 2019: Kingdomino Duel (Blue Orange), mit Ludovic Maublanc
- 2019: Ice Team (The Flying Games), mit Matthew Dunstan
- 2019: Ishtar: Die Gärten von Babylon (Huch!), mit Evan Singh
- 2020: Dragomino (Blue Orange und Pegasus Spiele), mit Marie Fort und Wilfried Fort
- 2020: Trek 12: Himalaja (Lumberjacks Studio), mit Corentin Lebrat
- 2021: Sobek – Das Duell (Catch Up Games), mit Sébastien Pauchon
- 2021: Kingdomino Origins (Blue Orange)
- 2022: 1001 Islands (Ludonaute), mit Antoine Bauza
- 2022: Splendor Duel (Space Cowboys), mit Marc André

## Auszeichnungen
| - Spiel des Jahres - Boomtown: Empfehlungsliste 2005 - Schatten über Camelot: Sonderpreis „Fantastisches Spiel“ 2006 - Flinke Feger: Empfehlungsliste 2008 - Jamaica: Empfehlungsliste 2008 - Mow: Empfehlungsliste 2009 - Kingdomino: Spiel des Jahres 2017 - Trek 12: Himalaja: Empfehlungsliste 2022 - Deutscher Spiele Preis - Schatten über Camelot: 7. Platz 2005 - Jamaica: Essener Feder 2008 - Kingdomino: 6. Platz 2017 - Spiel der Spiele - Iglu Iglu: Spiele Hit mit Freunden 2004 - Schatten über Camelot: Spiele Hit für Experten 2005 - Kleopatra und die Baumeister: Spiele Hit mit Freunden 2006 | - Gamers Choice Awards - Schatten über Camelot: Multiplayer – Nominees 2005 - Mr. Jack: Two Player – Sieger 2007 - As d’Or - Flinke Feger: Jeu de l’Année 2007 - Kingdomino: Jeu de l’Année 2017, nominiert - Japan Boardgame Prize - Schatten über Camelot: 1. Platz Best Advanced Game 2005 - Boomtown: 14. Platz Best Advanced Game 2005 - Kleopatra und die Baumeister: 6. Platz Best Advanced Game 2006 - Niederländischer Spielepreis - Mr. Jack: Nominierungsliste 2007 - Kinderspiel des Jahres - Dragomino 2021 |